# Gerpinnes
Gerpinnes (wa. Djerpene) – miejscowość i gmina w Belgii, w Regionie Walońskim, w prowincji Hainaut, w okręgu Charleroi. 1 stycznia 2024 r. liczyła 12 863 mieszkańców.

## Podział administracyjny
W skład gminy wchodzi pięć dzielnic (section):
- Acoz
- Gougnies
- Joncret
- Loverval
- Villers-Poterie